# Suomen Joutsen
Museiskeppet Suomen Joutsen (sv. "Finlands svan", före detta Laënnec och senast Oldenburg) är ett före detta skolfartyg i den finländska flottan. Suomen Joutsen är en fregatt byggd i stål och är en fullriggare med tre master. Den byggdes år 1902 i S:t Nazaire i Frankrike och namngavs ursprungligen efter den berömda 1700-talsläkaren René Laënnec. Fartyget var inledningsvis insatt i frakttrafik över Atlanten och Stilla havet, tills den finska staten köpte den år 1930 som skolfartyg för flottan. Före det andra världskriget hann fartyget göra 8 längre oceanseglatser. 

## Historia
Suomen Joutsen är det sista kvarvarande fartyget av de så kallade bountyskeppen, fartyg med råsegel vilkas byggnad och bemanning subventionerades av franska staten. Statsstöden (som godkändes år 1881 och igen år 1892 och som även gällde ångfartyg) fortsatte under de första tio åren av Suomen Joutsens (Laënnecs) tjänstgöring. Konjunkturförbättringar år 1897 resulterade i byggandet av 212 bountyfartyg under 5 år. Vid det första världskrigets utbrott fanns ännu 140 franska segelfartyg som gick på de långa rutterna mellan Europa, Australien, Chile och Kalifornien.
Laënnec, som byggdes för Société des Armateurs Nantais, gick på handelsrutterna mellan hamnar i atlanten och hamnar i Stilla havet. Hennes första resa började dåligt, när hon var på väg till Cardiff i ballast - hon rammade och sänkte en brittisk kolare i Bristolkanalen. Efter reparationer återupptog hon sin resa och tillbringade de följande 19 åren i kontinuerlig tjänst hos sin ägare. Hennes andra olycka hände när hon skadades svårt i en storm medan hon lossade nitrat i Santander, Spanien år 1911. Hon lades upp (togs ur tjänst) nära Nantes år 1921, följande år köptes hon upp av H. H. Schmidt från Hamburg.
Fartyget döptes då om till Oldenburg och hon började sin andra karriär som ett skolfartyg för handelsflottan. År 1925 förlorade hon den övre delen av riggen utanför Kap Horn och återvände till Hamburg utan de övre toppsegeln. De påföljande åren seglade hon på västkusten med nitrat. Hon förblev ett nitratskepp fram tills 1928, när hon såldes igen, denna gång till Seefahrt Segelschiffs Reederei i Bremen där hon kom att träna tyska kadetter för Norddeutscher Lloyd. Hennes ägare var inte nöjda med fartygets egenskaper och år 1930 såldes hon till Finland där hon kom att bli skolfartyg för den finska flottan. Hon fick ett nytt namn, Suomen Joutsen ("Finlands svan"), ett traditionsnamn från den svenska tiden. Hennes skolseglatser tog en paus under det andra världskriget. Under vinter- och fortsättningskriget fungerade hon som tenderfartyg för torpedbåtar och ubåtar. Efter kriget fungerade hon som moderskepp för minröjningsbåtarna.  Mellan åren 1949 och 1955 gjorde man mindre försök till skolseglatser på Östersjön. 
Suomen Joutsen lades upp för ankar och blev en sjömansskola år 1956, varefter hon ägdes en tid av Handelsflottans sjömansskola i Åbo. År 1991 gick fartyget över i Åbo stads ägo och överfördes till marinmuseet Forum Marinum. och idag är Suomen Joutsen utställd vid Aura ås mynning vid marinmuseet Forum marinum. Suomen Joutsen har nu blivit en del av Aura ås landskapsbild.

## Namnet
Suomen Joutsen, finska för "Finlands svan", är ett historiskt skeppsnamn, och ett fartyg med detta namn var bland annat flaggskepp för amiral Klas Horns flotta under kriget mot Danmark.

## Oceanseglatser

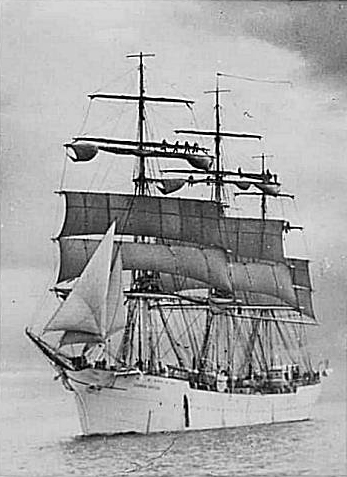
Suomen Joutsen

(1) 22 december 1931—22 maj 1932: Porkkala - Köpenhamn - Trangisvaag - Hull - Las Palmas - Ponta Delgada - Vigo - Helsingfors
(2) 20 oktober 1932—3 juni 1933: Helsingfors - Las Palmas - Porto Grande - Rio de Janeiro - Montevideo - Buenos Aires - Saint Lucia - Saint Thomas - Ponta Delgada - Helsingfors
(3) 1 november 1933—15 maj 1934: Helsingfors - Marseille - Alexandria - Neapel - Santa Cruz - Port-au-Prince - Lissabon - Helsingfors
(4) 31 oktober 1934—3 maj 1935: Helsingfors - Cartagena - Piraios - Saloniki - Beirut - Haifa - Alexandria - Casablanca - Ponta Delgada - Gravesend - Helsingfors
(5) 9 oktober 1935—2 juli 1936: Helsingfors - Lissabon - La Guaira - Cartagena - Colon - Balboa - Callao - Valparaiso - Kap Horn - Buenos Aires - Rio de Janeiro - Ponta Delgada - Helsingfors
(6) 2 november 1936—1 maj 1937: Helsingfors - Porto - Dakar - Ciudad Trujillo - Veracruz - Havanna - New York1 - Oslo - Helsingfors
(7) 20 oktober 1937—12 maj 1938: Helsingfors - Funchal - Montevideo - Tristan da Cunha - Kapstaden - Calais - Helsingfors
(8) 27 oktober 1938—23 april 1939: Helsingfors - Bordeaux - Casablanca - Recife - San Juan - Ponta Delgada - Rotterdam - Helsingfors
1Detta var den första gången ett finländskt örlogsflaggat fartyg anlände en amerikansk hamn och fartyget fick ett ståtligt välkomnande av den amerikanska flottan.